# Parque nacional Buzulukski Bor
El parque nacional de Buzulukski Bor (en ruso: Бузулукский бор) abarca el bosque de pinos de Buzuluk, que es el mayor bosque de grandes pinos aislados en el mundo. Está rodeado de estepas en la llanura de Europa Oriental al este del río Volga y al oeste de las estribaciones que se extienden hasta el sur de los Urales. Esto hace que sea un hábitat importante para el estudio científico, y es el lugar de la primera zona de gestión forestal en Rusia. Está a unos 70 kilómetros al este de la ciudad de Samara, Rusia, y a 15 km al norte de la ciudad de Buzuluk,  en el óblast de Orenburgo.
Con un tamaño de aproximadamente 106.000 hectáreas (261.932 acres), Buzulukski es una mancha triangular de bosque que mide aproximadamente 53 kilómetros de norte a sur y 34 kilómetros de oeste a este. Se extiende a lo largo de la frontera de la región del óblast de Samara  y del óblast de Orenburgo (región), con aproximadamente la mitad de su área en cada uno. El parque fue oficialmente constituido como parque nacional en 2007, pero ha sido un área de gestión forestal desde principios del siglo XIX.

## Topografía
El parque está limitado al sur por el río Samara, y en los otros lados por estepas no boscosas. El bosque de pinos está rodeado por una estrecha franja de árboles de hoja ancha. El río Borovka corre hacia el suroeste a través del bosque antes de desembocar en el Samara en su extremo sur. El valle del río resultante tiene unos 100 metros de profundidad por debajo del terreno circundante. La llanura de inundación arenosa sobre el valle del Borovka contiene arroyos y  lagos de meandro. El bosque de Buzuluk ocupa un gran espacio lleno de sedimentos arenosos de génesis marina cubiertos por arenas aluviales. La profundidad de las arenas alcanza los 90 metros. En algunos puntos las orillas del río están formadas por areniscas rojas, conglomerados y lutitas del Pérmico y del Triásico Inferior.

### Hábitat
El parque se encuentra en la ecozona Paleártica, la ecorregión estepa póntica, que se caracteriza por tener un bioma de pastizal templado, sabana y matorrales El bosque en sí es, por lo tanto, algo fuera del ambiente de las áreas circundantes, con un dosel forestal de coníferas y árboles de hoja caduca.

### Clima
El clima es continental, con veranos calurosos e inviernos fríos (Koppen BSk - Cold Semi-Arid Climates). Este clima presenta grandes diferencias entre la temperatura media anual del aire en invierno (-13,8 °C en enero) y verano (+20,4 °C en julio). La precipitación media es de 530 mm por año. El tiempo medio de permanencia de la cubierta de nieve es de 169 días bajo el dosel del bosque, que normalmente se extiende desde mediados de noviembre hasta mediados de abril.
Rodeado de estepas secas, el bosque crea un mesoclima especial en el área alrededor suyo. Los estudios demuestran que la región circundante experimenta temperaturas más frescas, un suelo más húmedo, más variedad de vegetación, y una cubierta mayor de  pequeños bosques de otros árboles. Estos efectos se producen hasta 20 km desde el límite del bosque.

## Historia
El bosque fue creado por el viento y el agua sobre las dunas de arena del antiguo mar Caspio, comenzando hace varios cientos de miles de años. El área pudo haber sido la desembocadura de un río más grande que llegaba al Caspio hasta que el mar retrocedió. Incluso hoy en día el bosque se superpone a las dunas de arena de hasta 30 m de profundidad. Hasta principios del 1800 el área tenía pantanos extensos y marjales que han sido substituidos por el bosque. Se estableció un centro de gestión forestal a principios de 1900, y se han realizado extensos experimentos en la forestación de entornos esteparios desde entonces.

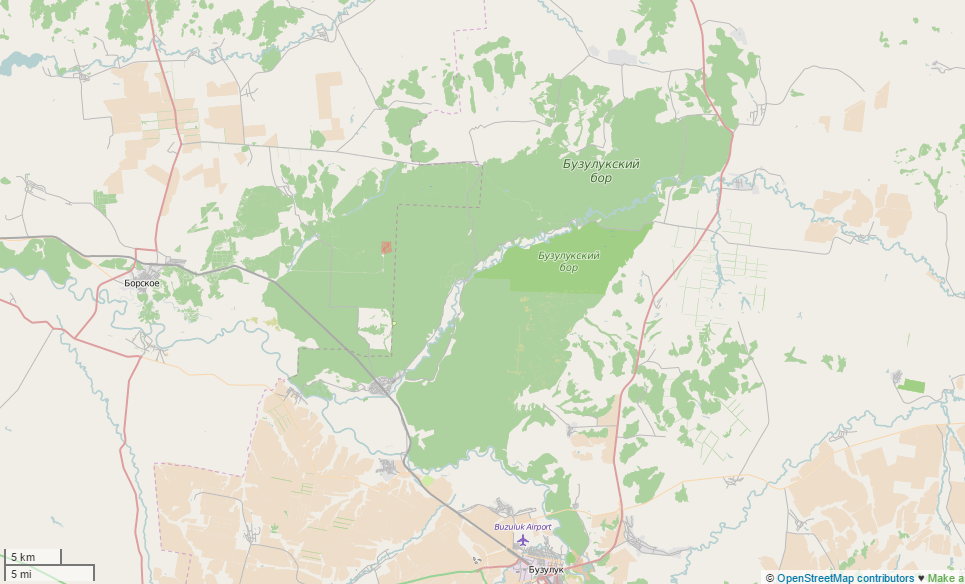
La zona verde muestra el parque nacional Buzulukski

## Turismo y uso
Hay rutas de senderismo por todo el parque, y áreas para reuniones de grupos y acampada en lugares designados. Un museo exhibe exposiciones históricas y naturales. La carta gubernamental del parque enfatiza la protección del hábitat. Está prohibida la explotación, no se permite la extracción de recursos, la construcción de edificios, carreteras, perturbar las características geológicas o hidrológicas. Se prohíbe la caza y la pesca, así como los vehículos motorizados no oficiales. Las mascotas deben permanecer en los caminos comunes o áreas designadas.

## Fauna
La comunidad animal de Buzulukski refleja la combinación de bosques, estepas y humedales en estrecha relación. La variedad y cantidad de plantas soportan 55 especies de mamíferos -desde los roedores como las ardillas y los hámsteres, hasta los habitantes de los bosques (lobo, zorro, tejón, marta, hurón, visón, armiño),  grandes ungulados (alces, jabalíes, corzos) y depredadores (incluyendo lobos que migran por todo el bosque). Uno de los animales más valorados es el tejón, que se alimenta de gran número de larvas que son plagas para los pinos. El castor volvió a aparecer en la década de 1980, y han construido presas en los ríos y lagos de inundación. Hay siete especies de murciélagos en el parque, que se alimentan de los insectos del bosque y, al igual que muchas aves, emigra fuera durante los meses de invierno.
Hay 155 diferentes especies de aves presentes, incluyendo aves de rapiña (búhos, halcones y otros) que se alimentan de los roedores. Reflejando los variados microhábitats, hay aves acuáticas, aves del bosque, y otras que anidan en los arbustos.

## Acontecimientos recientes
El parque está en una situación de estrés por los efectos de la recurrente sequía que debilita los árboles y crea condiciones favorables para las infestaciones de los pinos. Una tormenta de viento en 2010 derribó casi el 10% de los pinos. En 2013, los incendios forestales dañaron varias partes del bosque.
Existe petróleo bajo el parque Buzuluk. La extracción de petróleo se llevó a cabo en el bosque entre los años 1950 a 1970, cuando un accidente grave en 1971 llevó terminar con la perforación. Actualmente hay alrededor de 160 pozos de petróleo cegados en el parque, algunos de los cuales pueden estar filtrando petróleo. Actualmente se están debatiendo propuestas para realizar exploraciones en la zona o para conservar los pozos.